# Samsøe Samsøe
 Der er for få eller ingen kildehenvisninger i denne artikel, hvilket er et problem. Du kan hjælpe ved at angive troværdige kilder til de påstande, som fremføres i artiklen.

Samsøe Samsøe (oprindeligt Samsøe & Samsøe) er en dansk modevirksomhed og tøjmærke. Foruden tøj laver virksomheden accessories, sko, lingeri og badetøj. Samsøe Samsøe har hovedsæde i København og bliver i dag forhandlet i mere end 30 lande.    
Firmaet startede i 1993. Siden 2000 har Peter Sextus Rasmussen været CEO, og han ejer firmaet sammen med Per Ulrik Andersen.
I 2015 havde firmaet ca. 700 ansatte og omsatte for over 500 mio. kr.
I 2016 har modevirksomheden 41 selvstændige butikker og 50 shop-in-shops fordelt over mere end 10 lande. Antallet af Samsøe Samsøe-butikker i Danmark er 19, og udenfor Danmark er der 21 butikker.

## Historie
Samsøe Samsøe blev grundlagt under navnet Samsøe & Samsøe i Københavns Latinerkvarter i 1993 af Samsøe-brødrene Klaus og Preben Samsøe. Den første butik åbnede i Studiestræde i København i 1993. De første to år solgte Samsøe Samsøe udelukkende smykker, hvorefter virksomheden gik over til salg af basis-T-shirts, hovedsageligt til mænd.
I 2000 gik virksomheden i betalingsstandsning, men blev derefter købt af Peter Sextus Rasmussen og hans forretningspartner Per-Ulrik Andersen.
Samsøe Samsøe har 1500 forhandlere i Europa, USA og Asien og beskæftiger ca. 750 ansatte per 2016. Virksomheden har et internt team bestående af følgende afdelinger: design, konstruktion, produktion, økonomi, salg, marketing og detail, der alle arbejder tæt sammen.
I dag har Samsøe Samsøe 46 selvstændige butikker i blandt andet de europæiske storbyer København, Oslo, Amsterdam, Stockholm og Berlin. De har desuden 50 shop-in-shop-butikker i blandt andet Galeries Lafayette og Merci i Frankrig, Harvey Nicols og John Lewis i England, Ludwig Beck og Cramer & Co. i Tyskland, Aplace og Åhlens i Sverige, Steen & Strøm og Høyer-Gruppen i Norge samt Illum i Danmark. Samsøe Samsøe lancerede sin første online webshop i 2008 og er tilgængelig i 29 lande via www.samsoe.com.
I 2020 skiftede Samsøe & Samsøe navn til Samsøe Samsøe.[kilde mangler]

## Liste over butikker
Antal butikker Januar 2020
Danmark: 19
Holland: 3
Belgien: 2
Norge: 6
Sverige: 5
Tyskland: 4
Finland: 1
Frankrig: 2
England 1